# Natalie Björk
Natalie Linn Björk, född 12 mars 1988 i Stockholm, är en svensk skådespelare. Hon gjorde 2002 huvudrollen som Alice i filmen Alla älskar Alice, vilket också är hennes enda filmroll. Hennes insats fick god kritik i pressen trots att man där ofta hade sina invändningar mot filmen som helhet. Blekinge Läns Tidning betecknade henne som "filmens behållning", och Svenska Dagbladet talade om "skenet från en ny liten stjärna".

## Filmografi
- 2002 – Alla älskar Alice